# Mariella Viale
Mariella Viale (Napoli, 2 aprile 2005) è una schermitrice italiana, specializzata nella sciabola.

## Biografia
Originaria di San Sebastiano al Vesuvio, cresciuta nella società Champ Napoli, entrò a far parte del Gruppo Sportivo Fiamme Oro.
Nel panorama giovanile, ottenne il bronzo a squadre ai campionati europei giovanili del 2022 e, nello stesso anno, un'altra medaglia di bronzo a squadre ai mondiali giovanili.
Nel 2024, confermò il bronzo agli europei juniores e vinse l'argento a squadre ai mondiali giovanili.
Affermatasi in alcune tappe di Coppa del Mondo, fu convocata in nazionale maggiore agli europei di Genova del 2025. Qui, dopo essersi fermata ai piedi del podio nella gara individuale, ottenne la medaglia di bronzo a squadre insieme alle compagne Michela Battiston, Chiara Mormile e Manuela Spica.

## Palmarès
- Europei

Genova 2025: bronzo nella sciabola a squadre.
- Mondiali giovanili

Dubai 2022: bronzo nella sciabola a squadre.
Riad 2024: argento nella sciabola a squadre.
- Europei juniores

Novi Sad 2022: bronzo nella sciabola a squadre.
Napoli 2024: bronzo nella sciabola a squadre.